# Ljubljanski drveni kotač
Ljubljanski drveni kotač je najstariji drveni kotač s osovinom na svijetu. Otkriven je 2002. prilikom provedbe projekta uzorkovanja drveta na lokaciji Stare gmajne pri Vrhniki, koji je vodio dr. Anton Veluščak (Slovenska akademija znanosti i umjetnosti). U jednom od drenažnih jarkova nalazila su se, uz brojne nalaze, dva drvena čamca i ostaci drvenog kotača, koji je bio zbog prethodnog produbljivanja jarka vrlo oštećen. Na mjestu nalaza jarak je proširen te je otkrivena i osovina, zbog koje se smatra da je kotač pripadao kolicima na dva kotača. Kotač je sastavljen od dvije jasenove ploče spojene hrastovim klinovima, a na sredini se nalazi pravokutno otvorenje (što pokazuje da se kotač okretao zajedno s osovinom). Promjer kotača iznosi 72 cm, a debljina 5 cm, dok je osovina bila duljine 124 cm. Kotač je datiran pomoću stratigrafskih podataka, dendrokronoloških istraživanja i ugljikom-14 (laboratorij VERA u Beču). Dobivena starost iznosi 5150 godina. Krajem 2008. kotač je odnesen u konzervatorsku radionicu Römisch-Germanisches Zentralmuseuma u Mainzu, gdje je provedena konzervacija melaminskom metodom. Po završetku konzervacije, 18. prosinca 2012., kotač je vraćen u Mestni muzej u Ljubljani.
Ljubljanski drveni kotač je prkosio tisućljećima, jer je ležao u mokrom dnu Ljubljanskog barja, gdje su još 1875. otkrivene sojenice, koje su danas dio UNESCO-ove Svjetske baštine, kao dio prapovijesnog naselja sojenica oko Alpa. Arheolozi su na tom mjestu pronašli preko 1000 sojenica, koje su se nalazile u koritu rijeke Ig, blizu mjesta Ig. Sojenice su otprilike bile veličine 3.5 x 7 metara, a međusobno su bile odvojene od 2 do 3 metra. Istraživanja su pokazala da su se sojenice popravljale svake godine, a gradnja novih sojenica je bila svakih 10 do 20 godina.
Slična kolica na dva drvena kotača s osovinom su pronađena u Švicarskoj i jugozapadnoj Njemačkoj, a Ljubljanski drveni kotač je najveći i najstariji. Slična vrsta kolica su se skoro istovremeno pojavila i u Mezopotamiji. 

## Poveznice
- Prapovijesne naseobine sojenica oko Alpa